# Les Sangs
Les Sangs est un roman écrit en 2013 par l'écrivaine québécoise Audrée Wilhelmy et publié par Leméac éditeur. En France, il est paru pour la première fois en mars 2015, aux éditions Grasset. La version originale est illustrée de dessins réalisés par l'auteure.

## Résumé
Les Sangs met en scène sept femmes qui finiront par mourir aux mains du même homme, Féléor-Barthélémy Rü. Le roman est structuré en sept parties, consacrées à chacune des femmes et construites de manière récurrente: 1. Nom de la femme; 2. Portrait de deux paragraphes; 3. Journal intime ou correspondance de la femme; 4. Retour par Féléor-Barthélémy Rü. Le meurtrier sert de liant aux différentes parties.
Le lecteur rencontre donc tour à tour Mercredi Fugère, une adolescente qui initie Rü à la sexualité; Constance Bloom, botaniste qui s'intéresse aux effets érogènes des plantes; Abigaëlle Fay, une orpheline qui deviendra danseuse étoile en raison de sa tolérance à la douleur; Frida-Oum Malinovski, dont le surpoids et ses enjeux occupent toutes les pensées; Phélie Léanore, qui s'intéresse aux mécanismes et au fonctionnement des individus et des objets; Lottä Istvan, muse à la chevelure flamboyante qui s'avérera le seul véritable amour de Rü; Marie des Cendres, la petite bonne, qui se déguise en chacune des autres.
Le roman présente certes la formation d'un meurtrier, puisque le lecteur peut observer la progression et la transformation du personnage de Féléor, un garçon timide et taciturne, qui deviendra tueur en série, mais il s'intéresse surtout aux femmes et à leur récit, en s'interrogeant entre autres sur les pulsions qui les amènent à se précipiter dans les bras d'un homme qu'elles savent dangereux.
Il arrive souvent que le récit d'une femme et le récit de Féléor-Barthélémy Rü ne concordent pas, soulevant la question de la fiabilité de la narration.
Le conte La Barbe bleue, de Charles Perrault, a servi d'amorce au projet.

## Personnages
- Féléor-Barthélémy Rü : Riche héritier d'un empire ferroviaire, seul personnage en relation avec tous les autres du roman.
- Mercredi Fugère : Fille du précepteur de Féléor-Barthélémy Rü, lorsque celui-ci est adolescent. Mort accidentelle : elle périt piétinée par un cheval qui s'est emballé.
- Constance Bloom : Veuve, première épouse de Féléor-Barthélémy Rü. Elle étudie les effets érogènes des plantes. Mort accidentelle : elle meurt d'une overdose liée à ses expérimentations.
- Abigaëlle Fay : Deuxième épouse de Féléor-Barthélémy Rü. Elle est danseuse étoile. Elle initie son mari au sadomasochisme. Mort préméditée et consentie : Féléor l'étrangle.
- Frida-Oum Malinovski : Veuve, troisième épouse de Féléor-Barthélémy Rü. Elle entretient des rapports troubles à son corps, au vieillissement et à ses enfants. Mort préméditée au consentement flou : Féléor l'étouffe dans son corset.
- Phélie Léanore : Quatrième épouse de Féléor-Barthélémy Rü. Elle est étudiante dans un pensionnat avant de se marier. Elle s'intéresse au rapport à la violence et aux mécanismes de Féléor. Mort préméditée et consentie : Féléor l'égorge après une chasse à courre dans la Cité.
- Lottä Istvan : Cinquième épouse de Féléor-Barthélémy Rü. Elle s'interroge sur la folie et sur le vieillissement. Mort par suicide.
- Marie des Cendres : Servante de Féléor-Barthélémy Rü, elle essaie de lui remonter le moral après la mort de Lottä Istvan. Premier meurtre non consenti de Féléor, qui l'étrangle.

## Réception
Au Québec, le roman est finaliste aux Prix des libraires du Québec ainsi qu'au Prix littéraire France-Québec. En Suisse, il est en nomination pour le Prix des lecteurs de l'Hebdo. En France, il est en nomination pour le Prix Marie-Claire du roman féminin et il remporte ex-eaquo avec La fleur du capital, de Jean-Noël Orengo, le Prix Sade 2015.
Le texte est entre autres reconnu pour la qualité et le travail de l'auteur sur l'érotisme et la violence. «C'est osé, cru comme la viande rouge, morbide, odoriférant, aussi sauvage qu'une curée, peu recommandable aux âmes sensibles, et d'autant plus fort que le livre, empruntant au médiévisme, au romantisme et au freudisme, est écrit avec une adorable préciosité.» (Jérôme Garcin).

## Éditions
- 2013 : Les Sangs ; Montréal : éd. Leméac, 160p[7].
- 2015 : Les Sangs ; Paris : éd. Grasset, 200p[8].
- 2017 : Les Sangs ; Montréal : éd. Nomades, 176p[9].
- 2018 : Las Sangres ; Madrid : éd. Hoja de Lata (espagnol castillan), 186p[10].
- 2020 : Os Sangues ; Espagne : éd. Rinoceronte Editora (galicien), 150p[11].

## Adaptations théâtrales
- 2017 : Les Sangs, adaptation de Camila Forteza et Anneke Brier. Compagnie Bain publique, École supérieure de théâtre, Université du Québec à Montréal[12].
- 2019 : Les Sangs, adaptation de Jean-François Guilbault. École supérieure de théâtre, Université du Québec à Montréal[13].